# Transporte naval

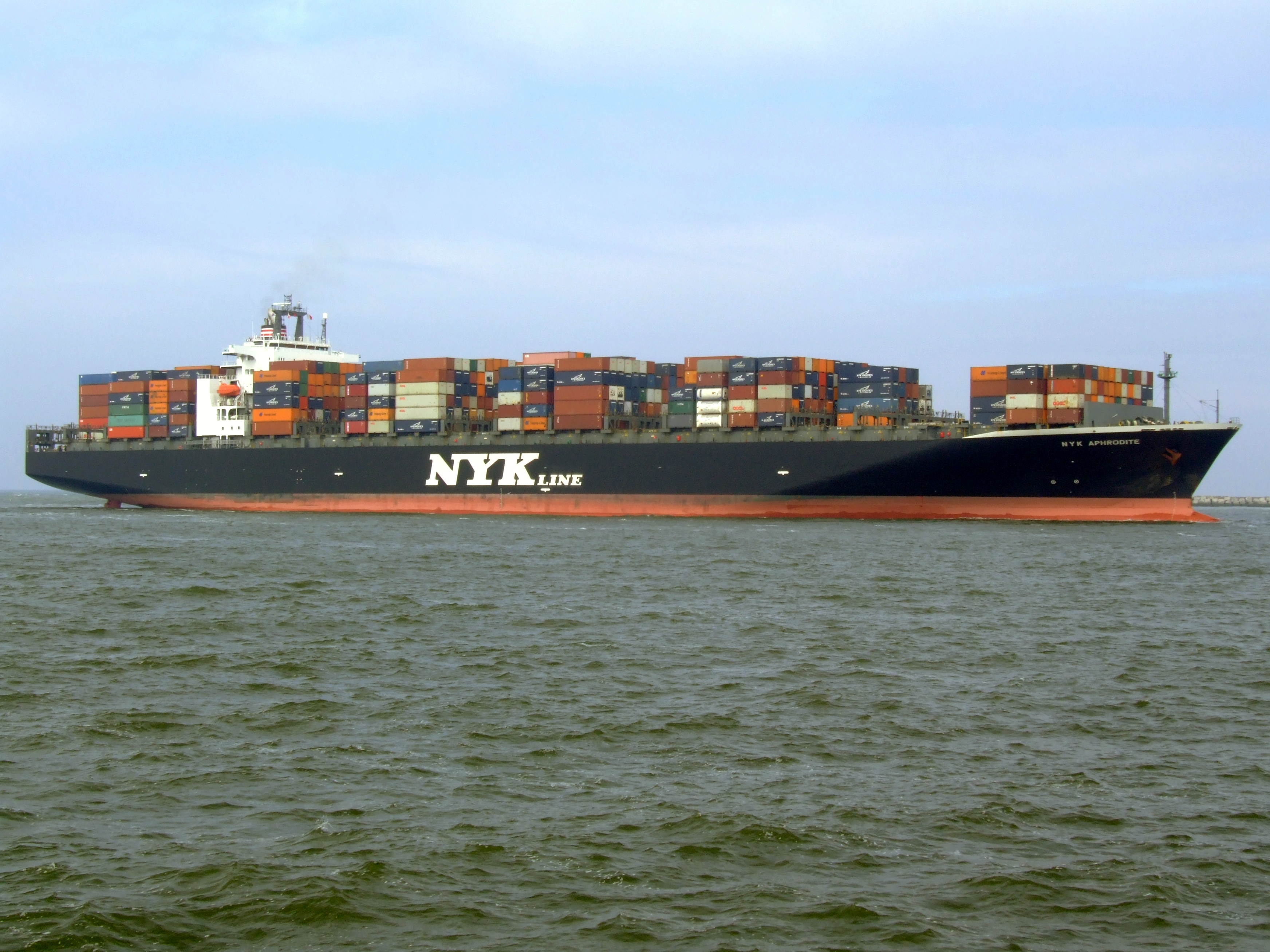
Nyk Aphrodite p2 se acerca al puerto de Rotterdam, en Holanda

El transporte naval es la modalidad de transporte que se realiza en el agua, utilizando como vehículo algún tipo de barco. Existen dos variantes fundamentales: el transporte marítimo, que se realiza en el mar y canales marítimos, y el transporte fluvial, que se desarrolla en ríos y canales fluviales.
Entre las infraestructuras necesarias para el transporte naval destacan los puertos y todas sus instalaciones. Para facilitar la navegación existen otras infraestructuras, como los tradicionales faros.

## Historia
La llegada de los europeos —españoles y portugueses— a lo largo de casi toda América produjo grandes cambios en los medios de transporte. El principal modo de comunicación era el transporte marítimo, dado que era más eficiente y rápido para puertos naturales y para los lugares en los que se construyeron puertos, tanto de mar como de los caudalosos ríos americanos. 

## Canales

### La Balsa
Tomando en cuenta que nuestro planeta está cubierto por agua, las dos terceras partes, el hombre ha buscado la manera de
viajar sobre el agua.
El primer navío sin duda fue un tronco flotante el cual conduciría con pies y manos. Después pensaron que uniendo varios troncos con ataduras podrían construir una plataforma firme o balsa (como le llamaron).
En Egipto se construyeron balsas con haces de caña, en otros lugares se ahuecaron los troncos para ser piraguas o canoas.

### Primeros barcos
Hacia el año 1200 A.C , los fenicios fueron los primeros marinos que utilizaron la madera del cedro para construir grandes y fuertes embarcaciones para aventurarse más allá de sus límites marinos.
Los vikingos, construyeron sobre una estructura de madera sólida que semejaba nuestra columna vertebral. Los Vikingos eran altos, fuertes y robustos, esto, permitía que empuñaran enormes remos e izaban las velas cuadradas, provenían de las costas del Noreste de Europa y se encargaban de asaltar las costas de toda Europa y para aquello también los utilizaba para pescar y guerras

### Barcos de vapor
Durante el siglo XIX se produjeron grandes avances gracias a la tecnología producto de la energía a vapor. El Clermont, primer barco de vapor eficiente, fue construido por el inventor estadounidense Robert Fulton. Hizo su viaje inaugural en 1807 por el río Hudson desde la ciudad de Nueva York hasta Albany, que realizó la distancia del viaje de ida y vuelta de casi 483 km. en 62 horas. 
El primer barco en emplear propulsión a vapor en una travesía transatlántica fue el barco estadounidense Savannah en 1819, aunque se usaron las velas durante parte de los 29 días de viaje. Hacia 1840, mientras que un barco de vapor podía hacer seis viajes entre América y Europa, en el mismo tiempo un velero podía hacer sólo tres.
Durante la década de 1870 llegó a las costas del Río de la Plata el barco francés Le Frigidaire, que incluía unas cámaras frigoríficas. Esto produjo un gran avance en el modo de producción del sector de las carnes, las cuales ya no debían salarse para su exportación. Otros productos perecederos se vieron beneficiados con la refrigeración.

### Embarcaciones modernas
El motordiesel ha supuesto para los barcos modernos un funcionamiento más económico que ha reemplazado en gran medida a los motores de vapor. La utilización de la energía nuclear en los barcos en la actualidad está restringida a los navíos militares. Otros desarrollos en la navegación moderna son el aerodeslizador, embarcación que va sobre un colchón de aire a unos centímetros del agua o del terreno; equipada con reactores o con alas parecidas a las de un avión o montantes que, a una cierta velocidad, levantan el casco del agua para alcanzar velocidades mayores.

### Yates
Dentro de los últimos adelantos del hombre en medios de transporte acuáticos, nos encontramos con los yates que son pequeñas embarcaciones destinadas al uso de un pequeño grupo de personas, se encuentran equipadas con los adelantos tecnológicos más actuales y pueden navegar en altamar.

### Motos acuáticas
Otro invento importante es la moto acuática, que es el resultado de la búsqueda del ser humano de crear aparatos para su diversión, también es utilizada como medio de salvamento a personas con un accidente acuático ya que son rápidas y cada vez un poco más grandes (para estas utilizaciones).